# Take Me to Church
Take Me to Church – debiutancki singiel irlandzkiego wokalisty i gitarzysty Hoziera nagrany w 2013 i wydany na pierwszym, tytułowym minialbumie artysty o tym samym tytule oraz na jego debiutanckiej płycie studyjnej zatytułowanej Hozier z 2014.

## Historia utworu

### Nagrywanie
Utwór powstał w 2013 roku, muzykę i tekst napisał Andrew Hozier Byrne, późniejszy wykonawca piosenki. Nagranie zostało zrealizowane w studiach Westland Studios i Exchequer Studios, za miks singla odpowiedzialny był Rob Kirwan, a za mastering – Stephen Marcussen z Marcussen Mastering. 

### Tekst
Tytuł utworu jest metaforą, dzięki której podmiot liryczny porównuje swojego kochanka do religii. W wywiadzie dla magazynu New York Hozier przyznał, że seksualność, orientacja seksualna – niezależnie od orientacji – jest po prostu naturalna. Uprawianie seksu jest jedną z najbardziej ludzkich rzeczy. Ale organizacje takie jak Kościół (...) podważają ludzkość, z powodzeniem ucząc tego, by wstydzić się swojej orientacji seksualnej – że to grzech, że to jest sprzeciw wobec Boga. Piosenka jest o uznawaniu samego siebie oraz odzyskiwaniu swojego człowieczeństwa poprzez akt miłości.
W tekście utworu został użyty cytat z Christophera Hitchensa, pisarza kojarzonego z nowym ateizmem – Urodziłem się chory; każ mi być lepszym.

## Teledysk
Oficjalny teledysk do utworu ukazał się pod koniec września 2014 roku, jego reżyserem został Brendan Canty. Klip poruszył problem homofobii i przemocy wobec homoseksualistów, krytykował prześladowania ze względu na orientację seksualną usankcjonowane prawnie przez rosyjski rząd. W pierwszym tygodniu po premierze wideo obejrzało ok. 230 tys. internautów, ostatecznie film osiągnął wynik ponad 811 milionów wyświetleń.

## Lista utworów
CD Single
1. „Take Me to Church” – 4:03
2. „Run” – 4:13

## Notowania na listach przebojów
| Kraj              | Lista (2013-15)              | Najwyższe miejsce |
| ----------------- | ---------------------------- | ----------------- |
| Austria           | Singles Top 75               | 1                 |
| Belgia (Flandria) | Ultratop50 Singles           | 1                 |
| Islandia          | Top 30 Singles               | 1                 |
| Kanada            | Hot 100 Adult Contemporary   | 1                 |
| Kanada            | Digital 50 Songs             | 2                 |
| Liban             | The Official Lebanese Top 20 | 1                 |
| Polska            | AirPlay Top 20               | 1                 |
| Stany Zjednoczone | Hot Rock Songs               | 1                 |
| Stany Zjednoczone | Adult Alternative Songs      | 1                 |
| Stany Zjednoczone | Billboard Hot 100 Singles    | 2                 |
| Szwajcaria        | Singles Top 75               | 1                 |
| Szwecja           | Singles Top 60               | 1                 |
| Australia         | Singles Top 50               | 2                 |
| Belgia (Walonia)  | Ultratop 50 Singles          | 2                 |
| Holandia          | Dutch Singles Top 100        | 2                 |
| Irlandia          | Top 100 Singles              | 2                 |
| Niemcy            | Top 100 Singles              | 2                 |
| Norwegia          | Singles Top 20               | 2                 |
| Nowa Zelandia     | Singles Top 40               | 2                 |
| Szkocja           | Top 40 Scottish Singles      | 3                 |
| Wielka Brytania   | Top 40 UK Singles            | 3                 |
| Dania             | Singles Top 40               | 4                 |
| Finlandia         | Singles Top 20               | 4                 |
| Francja           | Single Top 100               | 4                 |
| Portugalia        | Singles Top 50               | 4                 |
| Włochy            | Single Top 20                | 4                 |
| Węgry             | Top 40 lista                 | 9                 |
| Chorwacja         | Airplay Radio Chart 100      | 10                |
| Bułgaria          | Bulgaria Singles Top 40      | 11                |

| Kraj              | Lista (2015)            | Miejsce |
| ----------------- | ----------------------- | ------- |
| Stany Zjednoczone | Adult Alternative Songs | 3       |
| Stany Zjednoczone | Hot Rock Songs          | 13      |
| Stany Zjednoczone | Rock Airplay Songs      | 13      |
| Stany Zjednoczone | Alternative Songs       | 13      |
| Włochy            | Top of the Music 2014   | 37      |
| Kanada            | Canadian Hot 100        | 83      |

## Certyfikaty
| Kraj                          | Certyfikat | Sprzedaż  |
| ----------------------------- | ---------- | --------- |
| Stany Zjednoczone (RIAA)      | 3x Platyna | 3 000 000 |
| Australia (ARIA)              | 2x Platyna | 140 000   |
| Szwecja (Sverigetopplistan)   | 2x Platyna | 80 000    |
| Dania (IFPI Denmark)          | Platyna    | 2 600 000 |
| Belgia (BEA)                  | Platyna    | 30 000    |
| Kanada (Music Canada)         | Platyna    | 80 000    |
| Niemcy (Media Control)        | Złoto      | 200 000   |
| Szwajcaria (IFPI Switzerland) | Złoto      | 15 000    |